# Luciogobius koma
Luciogobius koma és una espècie de peix de la família dels gòbids i de l'ordre dels cipriniformes que es troba al Japó i a la Península de Corea.